# IOTA
IOTA je odprtokodna distribuirana glavna knjiga in kriptovaluta, zasnovana za internet stvari (IoT). Za shranjevanje transakcij v svoji knjigi uporablja usmerjeni aciklični graf, katerega prednost je potencialno večja stopnjevalnost v primerjavi z distribuiranimi glavnimi knjigami, ki temeljijo na veriženju blokov. IOTA za preverjanje transakcij ne uporablja rudarjenja, temveč morajo uporabniki, ki izdajo novo transakcijo, odobriti dve predhodni transakciji in opraviti majhen dokaz o delu. Transakcije se zato lahko izvedejo brez provizij, kar olajša mikrotransakcije.
IOTO so kritizirali zaradi nenavadne zasnove, pri kateri ni jasno, ali bo delovala v praksi. Mreža trenutno dosega soglasje s koordinacijskim vozliščem, ki ga upravlja fundacija IOTA. Ker je koordinator samo ena točka okvare, je omrežje trenutno centralizirano.
Kot špekulativna tehnologija veriženja blokov in kriptovalut je bila IOTA tarča poskusov lažnega predstavljanja, prevare in hekanja, kar je povzročilo krajo uporabniških žetonov in daljša obdobja nedelovanja. 

## Zgodovina
Glavno knjigo IOTE so leta 2015 ustvarili David Sønstebø, Dominik Schiener, Sergey Ivancheglo in Serguei Popov. Začetni razvoj se je financiral s spletno javno množično prodajo, udeleženci pa so vrednostni žeton IOTE kupili z drugimi digitalnimi valutami. Zbranih je bilo približno 1300 BTC, kar je takrat ustrezalo približno 500.000 USD, celotna ponudba žetonov pa je bila sorazmerno porazdeljena med začetne vlagatelje. Omrežje IOTE je začela delovati leta 2016.

### Fundacija IOTA
Leta 2017 so zgodnji vlagatelji žetonov IOTA darovali 5 % celotne ponudbe žetonov za nadaljnji razvoj in za financiranje tega, kar je pozneje postalo fundacija IOTA. Fundacija (Stiftung) IOTA je bila ustanovljena leta 2018 v Berlinu z namenom pomagati pri raziskavah in razvoju, izobraževanju in standardizaciji tehnologije IOTA. Fundacija IOTA je članica upravnega odbora Mednarodnega združenja za verodostojne blokovne verige (International Association for Trusted Blockchain Applications – INATBA) in ustanovna članica zveze trusted-IoT ter odprte pobude za blokovne verige mobilnosti (mobility open blockchain initiative – MOBI) za promocijo blokovnih verig in distribuiranih glavnih knjig pri regulativnih prizadevanjih, ekosistemu IoT in mobilnosti.
Po sporu med ustanoviteljema IOTE Davidom Sønstebøjem in Sergejem Ivancheglom je Ivancheglo 23. junija 2019 izstopil iz upravnega odbora.   10. decembra 2020 sta upravni odbor in nadzorni odbor fundacije IOTA sporočila, da se je fundacija uradno razšla z Davidom Sønstebøjem. 

### Razkritje ranljivosti DCI
8. septembra 2017 stat raziskovalca Ethan Heilman z Bostonske univerze in Neha Nerula s sod. iz MIT-ove Pobude za digitalno valuto (Digital Currency Initiative – DCI) poročali o možnih varnostnih pomanjkljivostih funkcije zgoščevanja IOTA Curl-P-27. Ravnanje fundacije IOTA ob incidentu je bilo deležno precejšnje kritike. Portal FT Alphaville je poročal o pravnih grožnjah ustanovitelja IOTE varnostnemu raziskovalcu v zvezi z njegovim sodelovanjem pri pripravi poročila DCI, pa tudi o agresivnem odnosu do sodelavca Forbesa in drugih neimenovanih novinarjev, ki so poročali o tem poročilu. Center za tehnologije veriženja blokov na Univerzitetnem kolidžu v Londonu je zaradi pravnih groženj varnostnim raziskovalcem, ki so sodelovali pri pripravi poročila, sodelovanje s fundacijo IOTA prekinil.

### Napadi
Januarja 2018 so bili uporabnikom, ki so uporabili zlonamerni spletni ustvarjalec semen, geslo, ki ščiti njihovo lastništvo nad žetoni IOTE, ukradeni žetoni IOTE v vrednosti več kot 10 milijonov USD. Prevara z ustvarjalci semen je doslej največja prevara v zgodovini IOTE, v njej pa je bilo oškodovanih več kot 85 ljudi. Januarja 2019 so britanski in nemški organi pregona v zvezi s sumom kraje prijeli 36-letnega moškega iz Oxforda v Angliji. 
26. novembra 2019 je heker odkril ranljivost plačilne storitve tretje osebe, integrirane v mobilno in namizno denarnico, ki jo upravlja fundacija IOTA. Napadalec je vdrl v več kot 50 semen iote in ukradel žetone IOTE v vrednosti približno 2 milijonov USD. Po prejemu poročil, da hekerji kradejo sredstva iz uporabniških denarnic, je fundacija IOTA 12. februarja 2020 izključila centralno vozlišče (koordinatorja).  Stranski učinek tega je bila efektivna zaustavitev celotne kriptovalute IOTA. Ogroženi uporabniki so imeli na voljo sedem dni, do 7. marca 2020, da svoje potencialno okrnjeno seme preselijo v novo seme. Koordinator je bil znova zagnan 10. marca 2020.

### IOTA 1.5 (Chrysalis) in IOTA 2.0 (Coordicide)
Omrežje IOTA je trenutno centralizirano; transakcija v omrežju se šteje za veljavno, če in samo če se nanjo sklicuje mejnik, ki ga izda vozlišče, ki ga upravlja fundacija IOTA, imenovano koordinator. Leta 2019 je fundacija IOTA objavila, da želi v prihodnosti upravljati mrežo brez koordinatorja. To se načrtuje v dveh fazah, imenovanih Chrysalis za IOTO 1.5 in Coordicide za IOTO 2.0.  V Chrysalisu bo mreža opustila svoje kontroverzne odločitve glede zasnove, npr. ternarne in Winternitzove enkratne podpise, da bi ustvarila rešitev, pripravljeno za podjetja. Vzporedno se bo razvijal tudi Coordicide, ki bo ustvaril distribuirano mrežo, ki ne bo več odvisna od soglasja koordinatorja. Zgodnje testne mreže Chrysalisa in Coordicida so bile uvedene konec leta 2020, vendar dejanski časovni načrt ostaja nejasen. TNW je dejal: »Nekateri podporniki so domnevali, da bi se uvedba faze Coordicide lahko nekoliko zavlekla. Zdi se, da so imeli vsaj delno prav.«

## Značilnosti

### Pentlja (Tangle)
Pentlja (angleško Tangle) je poimenovanje, ki se uporablja za opis Iotine plasti integritete transakcijskih poravnav v usmerjenem acikličnem grafu (directed acylic graph – DAG) in podatkov. Strukturirana je kot niz posameznih transakcij, ki so medsebojno povezane in shranjene v mreži udeležencev vozlišč. Pentlja nima rudarjev, ki bi potrjevali transakcije, temveč so udeleženci omrežja skupaj odgovorni za preverjanje veljavnosti transakcij in morajo za vsako transakcijo, ki jo izdajo, potrditi dve transakciji, ki sta že bili poslani v omrežje. Transakcije se zato lahko v omrežju izvedejo brezplačno, kar olajša mikroplačila. Da bi se izognili neželeni pošti, so za vsako transakcijo potrebni računski viri na podlagi algoritmov dokazovanja dela (Proof of Work – PoW), s katerimi se poišče odgovor na preprosto kriptografsko uganko.
IOTA podpira prenos vrednosti in podatkov. Protokol druge plasti zagotavlja šifriranje in preverjanje pristnosti sporočil ali podatkovnih tokov, ki se prenašajo in shranjujejo v Tangle kot transakcije z ničelno vrednostjo.  Vsako sporočilo vsebuje sklic na naslov nadaljnjega sporočila, ki povezuje sporočila v podatkovnem toku in zagotavlja nadaljnjo tajnost. Pooblaščene stranke s pravilnim ključem za dešifriranje lahko torej sledijo toku podatkov samo od vstopne točke. Ko lastnik podatkovnega toka želi preklicati dostop, lahko pri objavi novega sporočila spremeni ključ za dešifriranje. To lastniku omogoča natančen nadzor nad načinom izmenjave podatkov s pooblaščenimi stranmi.

### Žeton IOTA
Žeton IOTA je vrednostna enota v omrežju IOTA. V omrežju IOTA je v obtoku 2,779,530,283,277,761 žetonov IOTA. Žetoni IOTA so shranjeni v denarnicah IOTA, zaščitenih z 81-mestnim geslu podobnim semenom. Za dostop do žetonov in njihovo porabo IOTA ponuja denarnico za kriptovalute. Denarnico strojne opreme lahko uporabite za ohranitev poverilnic brez povezave, hkrati pa olajšate transakcije.

### Koordinator
IOTA za preprečevanje omrežnih napadov zahteva večino poštenih akterjev. Ker koncept rudarjenja v omrežju IOTA ne obstaja, je malo verjetno, da bo ta zahteva vedno izpolnjena. Zato se konsenz trenutno dosega s sklicevanjem na transakcije, ki jih izda posebno vozlišče, ki ga upravlja fundacija IOTA, imenovano koordinator. Koordinator izvaja transakcije ničelne vrednosti v določenih časovnih intervalih, imenovanih mejniki. Vsako transakcijo, na katero se tak mejnik neposredno ali posredno sklicuje, vozlišča v omrežju štejejo za veljavno. Koordinator je organ, ki ga upravlja fundacija IOTA, in kot takšna skupna točka odpovedi omrežja IOTA, zaradi česar je omrežje centralizirano.

### Trgi
Z IOTO se trguje na borzah digitalnih valut, kot je Bitfinex, in je kot kriptovaluta navedena pod simbolom MIOTA. Tako kot vrednost drugih digitalnih valut tudi vrednost žetonov IOTA raste in pada.  

## Aplikacije in preskusna omrežja
Preizkusne koncepte na podlagi tehnologije IOTA v avtomobilski industriji in industriji IoT razvijajo podjetja, kot so Jaguar Land Rover, STMicroelectronics in Bosch.   IOTA se uporablja pri preskušanju zasnov pametnih mest za vzpostavitev digitalne identitete, ravnanja z odpadki in lokalne trgovine z energijo.  V projektu Alvarium, ki je nastal v okviru fundacije Linux, se IOTA uporablja kot nespremenljiv mehanizem za shranjevanje in preverjanje.  Iskalnik Xain, osredotočen na zasebnost, uporablja IOTO kot temeljni javni ključ v svojem modelu agregirane umetne inteligence. 
11. februarja 2020 sta fundacija Eclipse in fundacija IOTA soustanovili delovno skupino Tangle EE (Enterprise Edition). Tangle EE je namenjen poslovnim uporabnikom, ki lahko uporabljajo tehnologijo IOTA in večjim organizacijam omogočijo, da na ogrodju projekta gradijo aplikacije, v katerih bo fundacija Eclipse zagotovila nevtralen okvir upravljanja.
Objave partnerjev so bile sprejete kritično.  Leta 2017 je IOTA izdala pilotno podatkovno tržnico, na katerem lahko povezani senzorji ali naprave shranjujejo, prodajajo ali kupujejo podatke.  Skupnost kriptovalut je podatkovno tržnico sprejela kritično v zvezi z obsegom sodelovanja udeležencev trga, ki je kazal na to, da je »fundacija IOTA ob sporočilu o podatkovnem trgu aktivno prosila publikacije, naj ob objavi navedejo Microsoftovo ime«. Izabelle Kaminska (urednica FT Alphaville) je sporočilo za javnost o sodelovanju z Jaguarjem pospremila s kritičnimi besedami, da je »po našem mnenju zelo malo verjetno, da bo Jaguar kaj kmalu omogočil trgovanje z uporabo pametne denarnice«.

## Kritika
IOTA obljublja, da bo omogočala enake koristi, kot jih prinašajo glavne knjige na podlagi veriženja blokov – decentralizacijo, distribucijo, nespremenljivost in zaupanje, vendar bo odpravila slabe strani porabe virov, povezane z rudarjenjem, ter tudi transakcijske stroške. Zaradi nekaterih posebnih lastnosti zasnove IOTE pa ni jasno, ali to velja tudi v praksi.

### Konsenz omrežja in vozlišče koordinatorja
Dokler omrežje še ni polno razvito, ostaja nejasna varnost mehanizma soglasja IOTE pred napadi dvojne porabe. Ob raznolikih napravah z različnimi ravnmi nizke računske moči v IoT bodo dovolj zmogljivi računski viri pentljo naredili ne-varno. To je težava tudi pri običajnem veriženju blokov z dokazovanjem dela, vendar je to z večjo odpornostjo proti napakam in transakcijskimi provizijami veliko bolj zavarovano. Na začetku, ko je manj udeležencev in dohodnih transakcij, je za preprečevanje napada na pentljo IOTA potreben centralni koordinator.
Kritiki nasprotujejo vlogi koordinatorja kot edinemu viru konsenza v omrežju IOTA. Ustanovitelj Polychain Capital Carlson-Wee pravi, da »IOTA ni decentralizirana, čeprav fundacija tako trdi, saj je za delovanje omrežja potrebno osrednje 'koordinacijsko vozlišče'. Če bi regulator ali heker koordinacijsko vozlišče ustavil, bi se ustavilo celotno omrežje.« To se je potrdilo ob napadu Trinity, ko je fundacija IOTA ugasnila koordinatorja, da bi preprečila nadaljnje kraje. Po odkriti ranljivosti oktobra 2017 je fundacija IOTA potencialno okrnjena sredstva prenesla na naslove pod svojim nadzorom in pozneje uporabnikom omogočila, da so fundacijo zaprosili za povrnitev sredstev. Poleg tega je IOTA opazila več izpadov omrežja zaradi hroščev koordinatorja in napadov DDoS.  Pri prevarah z generatorjem semen je bil uporabljen omrežni napad DDoS, zato so prvotne kraje ostale neopažene.
Leta 2020 je fundacija IOTA sporočila, da želi v prihodnosti upravljati mrežo brez koordinatorja, vendar je njena uvedba še vedno v zgodnji razvojni fazi.

### Podpisna shema
Zaradi možnih razlogov v zvezi z učinkovitostjo uporabljajo podatkovne strukture IOTE uravnoteženo ternarno izvedbo; namesto bitov uporabljajo trite (−1, 0, 1). Njena podpisna shema je zaradi uporabe sheme Winternitz One Time Signature (WOTS) odporna proti kvantnim računalniškim napadom. Za razliko od tradicionalnega Winternitza uporabniki IOTE podpišejo zgoščeno vrednost sporočila. Ker so vsi obstoječi načrti zgoščevanja binarni, je bil namesto dobro preučenih alternativ, ki so podlaga drugih digitalnih kovancev, razvit ternarni prototip Curl-P. Vendar so bili zasnovani učinkoviti kriptoanalitični napadi na Curl-P, kar pomeni, da ga ni več mogoče šteti za kriptografsko močno zgoščevalno funkcijo.  Poleg tega zaradi Iotine izbire sheme enkratnega podpisa trošenje z določenega naslova večkratno zmanjša varnost sredstev na tem naslovu, saj izpostavi dele zasebnega ključa, povezanega z naslovom. 
Po odkritju ranljivosti v Curl-P je bil algoritem zgoščevanja spremenjen v Kerl, ki velja za varnega. Pozneje je bila razvita zamenjava, imenovana Trojka, vendar ni bila nikoli uvedena.  S Chrysalisom in Coordicidom fundacija IOTA načrtuje prehod na binarno delovanje in spremembo podpisne sheme na Ed25519, s čimer naj bi zagotovila primernejšo rešitev za podjetja, čeprav ostaja časovnica nejasna.